# Zgromadzenie Narodowe (Węgry)
Zgromadzenie Krajowe (węg. Országgyűlés), Zgromadzenie Krajowe Węgier – jednoizbowy parlament Węgier. W jego skład wchodzi 199 deputowanych wybieranych bezpośrednio na 4-letnią kadencję.

Zgromadzenie Narodowe ma siedzibę w Budapeszcie, w neogotyckim budynku z końca XIX wieku.

## Organizacja[1]
Do kompetencji węgierskiego parlamentu należy:
- Wybór premiera.
- Wyrażanie wotum nieufności wobec rządu.
- Uchwalanie prawa.
- Ratyfikowanie umów międzynarodowych.
- Wybór Prezydenta na 5 letnią kadencję.
- Zmiana konstytucji (wymagana większość 2/3).

Sąd Konstytucyjny ma prawo do zakwestionowania przepisów prawa uchwalonych przez tę instytucję pod kątem zgodności z węgierską konstytucją.

### Sesje
Parlament obraduje w trybie sesyjnym. Sesje zwyczajne wiosenna (od 1 lutego do 15 czerwca) oraz jesienna( od 1 września do 15 grudnia) zwoływane są przez przewodniczącego Zgromadzenia Krajowego, natomiast sesje nadzwyczajne mogą być zwołane na wniosek: prezydenta, rządu lub 1/5 deputowanych.

## Sposób wyboru
Partie ubiegające się o mandaty obowiązuje próg wyborczy wynoszący 5%.  
System wyborczy do parlamentu na Węgrzech jest mieszany. Wraz ze zmianą konstytucji w roku 2011 została zlikwidowana druga tura wyborów. W trakcie wyborów: 
- 106 deputowanych wybieranych jest w jednomandatowych okręgach wyborczych;
- 93 deputowanych wybieranych jest z krajowych list partyjnych.

Każdy głosujący oddaje zatem dwa głosy, jeden na indywidualnego kandydata, a drugi na listę partyjną. Zarówno prawo wyborcze czynne (możliwość głosowania), jak i bierne (prawo kandydowania) przysługuje osobom, które ukończyły przynajmniej 18 lat.

## Przewodniczący (od 1989)
- 1989–1990: István Fodor (p.o., MSzMP/MSzP)
- 1990: Árpád Göncz (SzDSz)
- 1990–1994: György Szabad (MDF)
- 1994–1998: Zoltán Gál (MSzP)
- 1998–2002: János Áder (Fidesz)
- 2002–2009: Katalin Szili (MSzP)
- 2009–2010: Béla Katona (MSzP)
- 2010: Pál Schmitt (Fidesz)
- od 2010: László Kövér (Fidesz)[2]